# 朱雀系列运载火箭

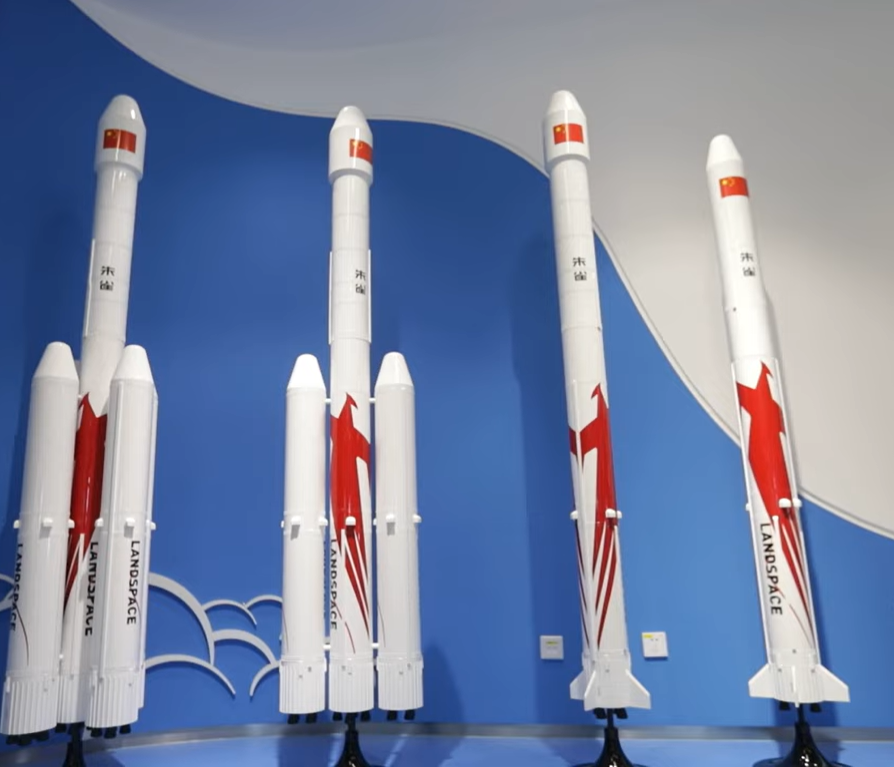
朱雀系列运载火箭模型

朱雀系列运载火箭是由民营航天企业蓝箭航天研制开发的一型运载火箭系列。截至2025年3月14日共有5个型号，其中朱雀一号和二号均已完成飞行（仅朱雀二号成功完成试飞），其余3个型号正在规划中。

## 型号

### 现役
- 朱雀二号运载火箭

### 已退役
- 朱雀一号运载火箭

### 研制中
- 朱雀三号运载火箭